# Mount Dewey
Mount Dewey ist ein 1830 m hoher Berg an der Graham-Küste des Grahamlands im Norden der Antarktischen Halbinsel. Er ragt 13 km südöstlich des Mount Cheops auf.
Teilnehmer der British Graham Land Expedition (1934–1937) unter der Leitung des australischen Polarforschers John Rymill kartierten ihn. Das UK Antarctic Place-Names Committee benannte ihn am 7. Juli 1959 nach dem US-amerikanischen Bibliothekar Melvil Dewey (1851–1931), Erfinder der nach ihm benannten Dewey-Dezimalklassifikation zur Einordnung literarischer Werke in Bibliotheken.